# Shark Robotics
Pour les articles homonymes, voir Shark.
Shark Robotics est une entreprise française de robotique fondée en 2016. Elle fabrique des robots destinés aux zones hostiles, dans son usine installée à La Rochelle. Œuvrant pour les secteurs de la sécurité civile, de l'industrie, du nucléaire et de La Défense, elle reste plus particulièrement reconnue pour son produit phare, le « Colossus ».

## Présentation
Avec une douzaine de produits différents, le premier marché de Shark Robotics reste la sécurité incendie avec des produits pouvant « détecter les feux, porter des lances à eau ou approvisionner en air et en matériel les pompiers ». La Brigade de sapeurs-pompiers de Paris est équipée d'ailleurs de plusieurs exemplaires.
Shark Robotics développe également des produits spécifiques à la demande des industriels comme un robot de recherches d'hydrocarbures ou un robot bulldozer pour les zones radioactives.
Le Rhyno Protect, de 185 kg, est le « petit frère » du Colossus. Ce petit robot pompier Rhyno Protect est mis en lumière lors de la crise du Covid-19. En effet, l'entreprise avait développé un module de décontamination pour ce robot à la suite de la demande du Bataillon de marins-pompiers de Marseille de concevoir un robot adapté à la désinfection du Covid-19,. Ce type de recherches permet à l'entreprise rochelaise d'établir un partenariat avec l'américain Boston Dynamics,.  
Le petit robot démineur « Atrax », 32 kg, équipe les commandos de la Marine Nationale,. Le « Barakuda » de 350 kg sur quatre roues motrices électriques, destiné à l'armée, est un robot « mule » permettant le transport d'une tonne de charge ou de blessés,,. 
L'entreprise fabrique également des herses automatiques nommées Bulkhead, développées grâce au retour d'expérience de la Direction nationale du renseignement et des enquêtes douanières (DNRED). Ces herses équipent notamment les Douanes et l'Armée de l'Air. La moitié du chiffre d'affaires est réalisé à l'export.
Le 27 juillet 2025, « Shark Robotics », annonce que les premiers robots Colossus envoyés en Ukraine sont désormais opérationnels.